# Všeobecné letectví

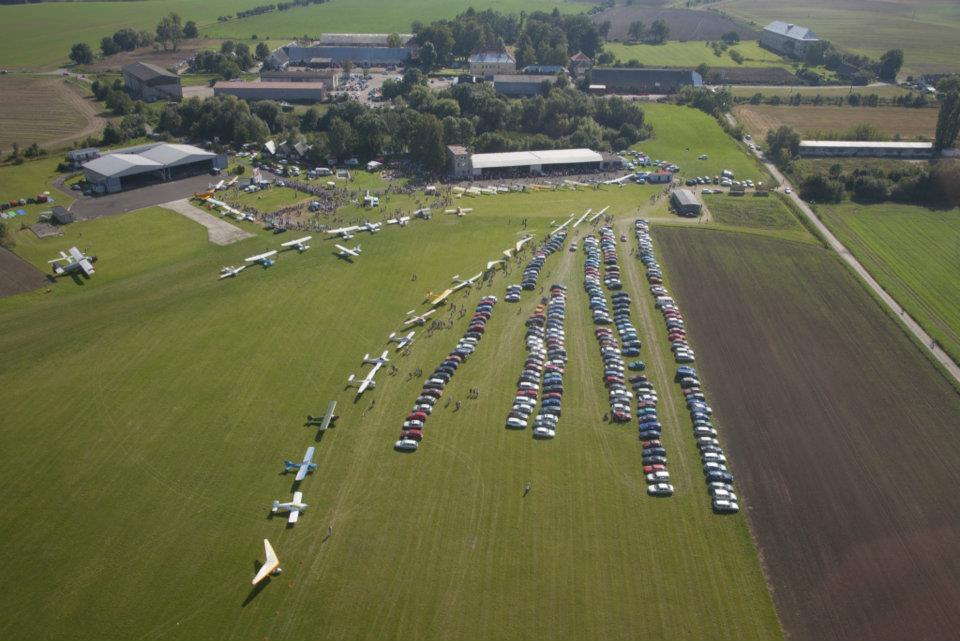
Letadla všeobecného letectví na letišti Jičín

Všeobecné letectví (anglicky: general aviation; GA) je termín pro všechny operace civilního letectví, které nejsou pravidelné, nepravidelné (př. charterové) ani vojenské. Mezi lety všeobecného letectví řadíme tedy lety kluzáků, motorových padáků, malých letadel (ultralightů) či business jetů. Většina světového leteckého provozu spadá pod tuto kategorii, většina letišť přijímá výhradně lety všeobecného letectví. Spadá sem velká škála aktivit, ať už komerčních jako letecké školy, zemědělské letectví či nekomerčních jako rekreační lety s menšími letadly.